# Neckeropsis disticha
Neckeropsis disticha là một loài Rêu trong họ Neckeraceae. Loài này được (Hedw.) Kindb. miêu tả khoa học đầu tiên năm 1894.